# 綠牡丹 (清代小說)
《綠牡丹》，又名《宏碧缘》、《四望亭全傳》、《龍潭鮑駱奇書》、《反唐后传》、《绿牡丹续反唐传》，清代長篇白話小説。凡六卷六十四回，题署“二如亭主人”编。
《綠牡丹》成书約在道光年間，四望亭是扬州的标志性建筑。二如亭主人的真实姓名不详，或謂是明末戏曲家吴炳。小说以武则天时代为背景，以將門之子駱宏勳与江湖侠女花碧莲的姻缘为主线，花振芳與妻“母大虫”为了给獨生女碧莲择婿，全家卖艺至定兴县境，父女相中駱宏勳。但骆宏勳數次拒婚。当时佞邪当道，权奸仗势欺人，薛敖曹等奸党，将太子李顯贬为房州庐陵王，不许入朝。又加封张天性为左相，天佑为右相之职。惟有薛刚耿直，张天佐等奸臣常不自安。一日薛剛醉酒，大鬧花燈，誤殺皇子，致使薛家滿門抄斬，唯薛刚与薛强逃脱。骆宏勳集结了江湖义士任正千、鮑賜安等人辅助宰相狄仁杰起兵，與薛刚等人合兵，击败武家军。武则天被迫退位，自缢身亡，眾人迎庐陵王登位，即唐中宗。
本书故事情节跌宕曲折，故事性極強，花碧莲的痴情演绎的感人肺腑。文辞俚俗，颇有民间文学气息，又不免显得粗糙浅率。特別是江湖好汉聚集在狄仁杰麾下的格套，对後來的侠义小说产生过很大影响。同治七年江苏巡抚丁日昌查禁《绿牡丹》。京剧《宏碧缘》即以本书为蓝本。